# Тримедоксиму бромід
Тримедоксиму бромід (МНН) (дипіроксим, dipyroxime, ТМБ-4) — оксим, який використовується в лікуванні фосфорорганічних отруєннь.,
Є реактиватором холінестерази у синаптичних щілинах нервів.
Злегка жовтуватий, дрібнокристалічний порошок без запаху, гіркого смаку. Легко розчинний у воді, мало — у спирті. Водні розчини (додаванням буфера) блідо-жовтого кольору; рН 3,7-4,2; стерилізують за +100 °C протягом 30 хв.

## Фармакологічна дія
Реактиватор холінестерази, знижує секрецію шлункового соку та концентрацію соляної кислоти у шлунковому соку.

## Фармакокінетика

### Всмоктування
Дипіроксим може вводитися внутрішньом'язово або внутрішньовенно. При внутрішньом'язовому введенні швидко всмоктується у системний кровотік, досягаючи терапевтичної концентрації протягом короткого часу. При внутрішньовенному введенні препарат одразу потрапляє у кровотік, забезпечуючи швидкий початок дії.

### Розподіл
Після потрапляння в кров препарат розподіляється по тканинах та органах, включаючи центральну нервову систему, хоча проникнення через гематоенцефалічний бар'єр обмежений.
Основна дія проявляється у нервових синапсах і на рівні периферичної нервової системи, де препарат відновлює активність холінестерази.

### Метаболізм
Препарат метаболізується у печінці. Метаболічні шляхи препарату до кінця не вивчені.

### Виведення
Препарат виводиться з організму переважно нирками із сечею. Період напіввиведення залежить від стану пацієнта і може становити кілька годин.

## Застосування
Показання
Отруєння фосфорорганічними сполуками в комбінації з холіноблокуючими ЛЗ (атропін, апрофен); профілактично, у поєднанні з атропіном, за відсутності явних ознак отруєння (після дії отрути на організм); виразкова хвороба шлунка та 12-палої кишки; пароксизмальні порушення ритму серця — основою для застосування служать спостереження про пригнічення активності тканинної (ацетилхолінестерази) та сироваткової холінестерази при ІХС та інфаркті міокарда.
Протипоказання
Гіперчутливість.
Побічна дія
Алергічні реакції. 

## Режим дозування
Залежно від тяжкості отруєння, одноразово або кілька прийомів. При початкових ознаках отруєння (збудження, міоз, підвищене потовиділення, слиновиділення, початкові явища бронхореї) – п/к, 2-3 мл 0,1 % розчину атропіну сульфату та 1 мл 15 % розчину трімедоксиму броміду. Якщо симптоми отруєння не зникають, вводять вдруге атропін та тримедоксиму бромід у тій же дозі. При більш важких явищах (посмикування м'язів, судоми, сопорозний або коматозний стан, багата бронхорея) - внутрішньовенно до 3 мл 0,1% розчину атропіну сульфату і одночасно внутрішньом'язово або внутрішньовенно 1 мл 15% розчину тримедоксиму броміду. Введення атропіну у зазначеній дозі повторюють через кожні 5-6 хв, до повного усунення бронхореї та появи ознак атропінізації. При необхідності тримедоксиму бромід вводять через 1-2 години повторно; середня доза у тяжких випадках - 3-4 мл 15% розчину (0,45-0,6 г). В особливо тяжких випадках, що супроводжуються зупинкою дихання, — до 7-10 мл. У хворих, які перебувають у несвідомому стані та за наявності труднощів для внутрішньовенного введення ЛЗ можуть бути введені внутрішньом'язово. Для усунення пароксизмальних порушень ритму серця: внутрішньовенно струминно, 150 мг (1 мл 15 % розчину в 10 мл 0,9 % розчину NaCl), потім внутрішньовенно краплинно, 2 мл 15 % розчину (300 мг) в 100 мл 0 9% розчину NaCl (всього 430 мг).
Зберігання
У сухому, прохолодному, захищеному від світла місці. 

## Особливі вказівки
Лікування препаратом повинно проводитися під суворим контролем медиків, особливо при тяжких інтоксикаціях фосфорорганічними сполуками. Необхідно уважно стежити за станом серцево-судинної та дихальної систем пацієнта.